# Acrotonie

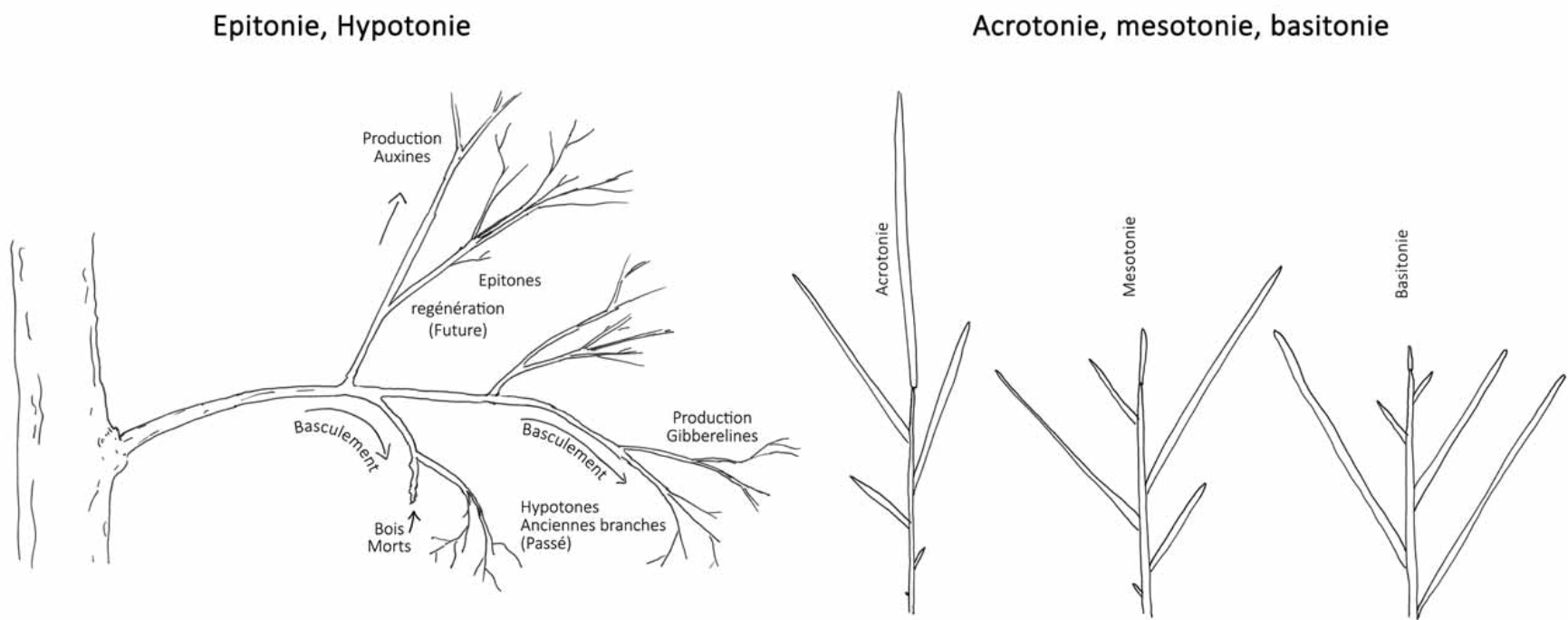
Ramifications hypotone, épitone, acrotone, mésotone, basitone.

L'acrotonie (du grec akros, à l'extrémité, et tonos, tension) est la tendance, commune à la plupart des arbres, d'alimenter prioritairement en sève les branches situées près de la cime pour privilégier la croissance des bourgeons terminaux (bourgeon apical et bourgeons latéraux les plus proches de ce bourgeon apical). Ce mode de ramification contrôlé par le phénomène de dominance apicale qui règle le développement relatif du bourgeon terminal, est le contraire de la basitonie caractéristique du port buissonnant. De nombreuses formes intermédiaires peuvent être observées.
Certaines espèces comme les gymnospermes, le troène, le marronnier, le peuplier ou le hêtre ont une tendance acrotone très marquée.